# Попит і пропозиція
По́пит і пропози́ція (правильно українською — пропонування) — економічна модель, що описує процес ціноутворення на ринку. Ця модель вводить поняття попиту та пропозиції як універсальні характеристики ринку та доводить, що за певних умов ці характеристики урівноважуються та приводять до встановлення певної ціни на цей товар. При цьому попит — представлена на ринку потреба в товарах, а пропозиція — кількість товару, який є на ринку або може бути доставлений на нього. Висновок моделі про урівноваження добре відповідає поведінці великого числа ринків та вважається важливим економічним законом.
Вперше термін «попит і пропозиція» використав Джеймс Стюарт у своїй праці «Принципи політичної економії», опублікованій 1767 року. Цей термін також був застосований такими економістами-класиками, як Адам Сміт та Давид Рікардо, в їхніх працях «Причини багатства народів» та «Принципи політичної економії та оподаткування», відповідно. В 1870-х роках модель істотно розвинув та популяризував Альфред Маршалл у своїй праці «Принципи економіки».
Взаємодія попиту і пропозиції через ціновий механізм на вільних ринках є проявом «невидимої руки ринку», призводить до встановлення спонтанного порядку в економіці.

## Попит
Попит — це запит фактичного або потенційного покупця, споживача на придбання товару за наявних у нього коштів, що призначені для цієї покупки. Попит відображає, з одного боку, потребу покупця в деяких товарах або послугах, бажання придбати ці товари або послуги в певній кількості і, з іншого боку, можливість сплатити за покупку за цінами, що знаходяться в межах «доступного» діапазону.
Разом з цими узагальненими визначеннями попит характеризується рядом властивостей і кількісних параметрів, з яких перш за все слід виділити об'єм або величину попиту. З позицій кількісного виміру попит на товар, розуміється як об'єм попиту, означає кількість даного товару, яку покупці (споживачі) бажають, готові і мають грошову можливість придбати за деякий період за певними цінами. Іншими словами — попит як об'ємний показник характеризує кількість продукту, яку покупці здатні, мають намір, будуть, купувати по різних можливих цінах. Але окрім ціни на величину попиту впливає і ряд інших чинників, які іноді називають неціновими. Це перш за все споживчі смаки, мода, величина доходів (купівельна спроможність), величина цін на інші товари, можливість заміщення даного товару іншими.

### Закон попиту
Закон попиту — величина (об'єм) попиту зменшується у міру збільшення ціни товару. Математично це означає, що між величиною попиту і ціною існує обернено пропорційна залежність (проте не обов'язково у вигляді гіперболічно представлено формулою y=a/x). Тобто підвищення ціни викликає зниження величини попиту, зниження ж ціни викликає підвищення величини попиту.
Природа закону попиту не складна. Якщо у покупця є певна сума грошей на придбання даного товару, то він зможе купити тим менше товару, що більша ціна і навпаки. Звичайно, реальна картина набагато складніша, оскільки покупець може залучити додаткові кошти, придбати замість даного товару інший — товар субститут. Але в цілому закон попиту відображає головну тенденцію — згортання об'єму закупівель зі зростанням цін на товар в умовах, коли грошові можливості покупця обмежені певною межею.
Нецінові фактори, які впливають на попит:
- кількість споживачів;
- розміри ринку;
- мода, сезонність;
- інфляційні очікування.

Цінові фактори, які впливають на попит:
- ціни на товари та послуги;
- ціни на товари-субститути;
- рівень доходів у суспільстві.

### Еластичність попиту за ціною
Еластичність попиту — це показник, що виражає коливання сукупного попиту, викликані пониженням цін на товари і послуги. Еластичним називається попит, що сформувався за умови, що зміна його об'єму (у %) перевищує відсотковий вираз зниження цін: Ed>1.
Якщо показники падіння цін і збільшення попиту виражені у відсотках, рівні, тобто зростання об'єму попиту лише компенсує зниження рівня цін, то еластичність попиту рівна одиниці: Ed=1.
У разі, коли ступінь пониження цін перевищує показник попиту на товари і послуги, попит нееластичний: Ed<1. Отже, еластичність попиту — показник ступеня чутливості (реакції) споживачів до змін ціни товару.
Еластичність попиту може бути пов'язана не тільки зі зміною ціни на товар, але і зі зміною доходу споживачів. Тому розрізняють еластичність попиту за ціною та еластичність попиту по доходах. Є і попит з одиничною еластичністю. Це ситуація, за якої і дохід, і величина попиту змінюються на однаковий відсоток, отже загальний дохід залишається постійним у міру зміни ціни.
Реакція споживачів на зміну ціни товару може бути сильною, слабкою, нейтральною. Кожен з них породжує відповідний попит: еластичний, нееластичний, одиничний. Можливі варіанти, коли попит виявляється абсолютно еластичним або абсолютно нееластичним.
Еластичність попиту вимірюється кількісно через коефіцієнт еластичності за формулою:
{\displaystyle K_{o}={\frac {Q}{P}}\,}
- Ko — коефіцієнт еластичності попиту
- Q — відсоток зміни кількості продажів
- P — відсоток зміни ціни

Як правило, існують товари з різною еластичністю за ціною. Зокрема, хліб та сіль є прикладами нееластичного попиту. Підвищення або зниження на них цін в цілому не впливає на кількість їхнього споживання.
Знання ступеня еластичності попиту на товар має велике практичне значення. Так, наприклад, продавці товару з високою еластичністю попиту можуть піти на зниження ціни з метою різко збільшити об'єм продажів і отримати прибуток більший, ніж якби ціна товару була вища.
Для товарів з низькою еластичністю попиту подібна цінова практика неприйнятна — при зниженні ціни об'єм продажів зміниться слабо і не компенсує упущену вигоду.
За наявності великої кількості продавців попит на будь-який товар буде еластичним, бо навіть незначне підвищення ціни одним з конкурентів примусить споживачів звертатись за покупкою до інших продавців, що пропонують цей же товар дешевше.

### Крива попиту

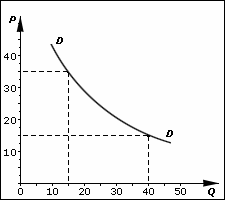
Крива попиту. Р — це ціна, Q — це кількість.

Графік попиту (Крива попиту) — відношення між ринковою ціною товару і грошовим виразом попиту на неї.
Крива попиту показує імовірну кількість товару, який вдається продати за певний час та за певною ціною. Що еластичніший попит, то вища ціна може бути встановлена на товар. Еластичність попиту — це реакція ринку на відсутність товару, можливість його заміни, ціну конкурентів, пониження цін, небажання покупців змінювати свої споживчі звички і шукати дешевші товари, підвищення якості товарів, природне зростання інфляції і на інші чинники.
Вплив ринку
Всіх виробників (продавців) на ринку об'єднує пропозиція: при низькій ціні продавець запропонує менше товару або може його притримати; при високій — запропонувати більше товару; при дуже високій — спробує максимально збільшити виробництво. Так утворюється ціна пропозиції — гранично мінімальна ціна, за якої продавці готові реалізовувати свої товари.

## Пропозиція
Пропозиція характеризує можливість і бажання продавця (виробника) пропонувати свої товари для реалізації на ринку за певними цінами. Таке визначення змальовує пропозицію і відображає її суть з якісного боку. У кількісному плані пропозиція характеризується своєю величиною та об'ємом. Об'єм, величина пропозиції — це кількість продукту (товару, послуг), яку продавець (виробник) бажає, може і здатний згідно з наявністю або продуктивними можливостями запропонувати для продажу на ринку протягом деякого проміжку часу за певної ціни.
Як і об'єм попиту, величина пропозиції залежить не тільки від ціни, але і від ряду нецінових чинників, включаючи виробничі можливості (див. Крива виробничих можливостей), стан технології, ресурсне забезпечення, рівень цін на інші товари, інфляційні очікування.

### Закон пропозиції
Закон пропозиції — при інших незмінних чинниках величина (об'єм) пропозиції збільшується у міру збільшення ціни на товар.
Зростання величини пропозиції товару при збільшенні його ціни обумовлене в загальному випадку тією обставиною, що при незмінних витратах на одиницю товару зі збільшенням ціни росте прибуток і виробникові (продавцеві) стає вигідним продати більше товару. Реальна картина на ринку складніша за цю просту схему, але виражена у ній тенденція має місце.

### Еластичність пропозиції
Еластичність пропозиції — показник, що відтворює зміни сукупної пропозиції, які відбуваються у зв'язку зі зростанням цін. У випадку, коли збільшення пропозиції перевершує зростання цін, останнє характеризується як еластичне (еластичність пропозиції більше одиниці — E>1). Якщо приріст пропозиції дорівнює приросту цін, пропозиція називається одиничною, а показник еластичності дорівнює одиниці (E=1). Коли приріст пропозиції менше приросту цін, формується так звана нееластична пропозиція (еластичність пропозиції менше одиниці — E<1). Таким чином, еластичність пропозиції характеризує чутливість (реакція) пропозиції товарів на зміни їхніх цін.
Еластичність пропозиції обчислюється через коефіцієнт еластичності пропозиції за формулою:
{\displaystyle K_{m}={\frac {G}{F}}\ \,}
- Km- коефіцієнт еластичності пропозиції
- G — відсоток зміни кількості пропонованого товару
- F — відсоток зміни ціни

Еластичність пропозиції залежить від таких чинників, як особливість виробничого процесу, час виготовлення продукту і особливість його до тривалого зберігання. Особливості виробничого процесу дозволяють виробникові розширити виробництво товару при підвищенні ціни, а при пониженні його ціни переходить на випуск іншої продукції. Пропозиція такого товару є еластичною.
Еластичність пропозиції залежить і від часового чинника, коли виробник не в змозі швидко реагувати на зміни ціни, оскільки для додаткового виробництва товару необхідний значний час. Наприклад, збільшити виробництво автомобілів за тиждень практично неможливо, хоча ціна на них може зрости в багато разів. У таких випадках пропозиція є нееластичною. Для товару, який не може зберігається тривалий час (наприклад, продукти, що швидко псуються), еластичність пропозиції буде низькою.
Багато економістів виділяють такі фактори, що змінюють пропозицію:
- Зміни в собівартості виробництва за рахунок цін на ресурси, зміни податків і дотацій, досягнень науки і техніки, нових технологій. Зниження собівартості дозволяє виробникові доставити на ринок більше товарів. Зростання собівартості призводить до протилежного результату — пропозиція знижується.
- Зміни цін на інші товари, зокрема на товари субститути.
- Індивідуальні смаки споживачів.
- Перспективні очікування виробників. При прогнозах щодо зростання цін в майбутньому виробники можуть скоротити пропозицію, щоб незабаром продати товар за вищою ціною, і навпаки, очікування падіння цін змушує виробників позбавитись товару якнайскоріше, щоб не зазнати збитків в майбутньому.
- Кількість товаровиробників безпосередньо впливає на пропозицію, оскільки чим більше постачальників товарів, тим вище пропозиція і навпаки, при зменшенні числа виробників різко скорочується пропозиція.

### Крива пропозиції

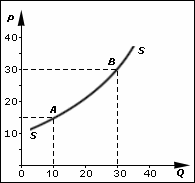
Крива пропозиції. Р — це ціна, Q — кількість пропозиції.

Графік пропозиції (крива пропозиції) показує співвідношення між ринковими цінами і кількістю товарів, які виробники бажають запропонувати.
Основний чинник, що впливає на рух кривої пропозиції — це витрати виробництва. Як відомо, товари виготовляються фірмами заради прибутку. Наприклад, фірми вирощують пшеницю. Вони вирощують пшениці більше, тому що в цей час вигідніше продати пшеницю, ніж іншу культуру. І навпаки.
Основний чинник, що впливає на рух кривої пропозиції — це технічний прогрес. Новий посівний матеріал, ефективніший трактор, краща комп'ютерна програма сівозміни — все це дозволяє фермерові понизити витрати виробництва і змінити пропозицію свого товару. Виробничі витрати — ключовий елемент довготривалої дії на «криву пропозиції».

## Ціна та поведінка ринку

### Рівноважна ціна

Рівноважна ціна

Конкретні параметри операцій залежать не тільки від співвідношення сил суб'єктів даного ринку, але і від багатьох інших чинників, наприклад, від рівня інформованості учасників або ступені залученості в ринкові відносини (у адміністративній економіці СРСР багато підприємств були парадоксально зацікавленими у високих витратах на закупівлю сировини і комплектуючих виробів, що збільшують у свою чергу їхні звітні валові показники).
Такі ситуації типові для ринків країн з перехідною економікою, або відчутною ринковою владою, що дозволяє проводити дискримінацію покупця. Збіг цін і об'ємів попиту і пропозиції, що досягається при цьому, навряд чи можна назвати стійким, оскільки принаймні в однієї з сторін операції тут в наявності стимул змінити положення, що утворилося.
Такий стан ринку можливий коли його кон'юнктура характеризується на графіці точкою Е (рівновага), що лежить на перетині кривих попиту і пропозиції. Тоді при даній кількості товару Q* максимальна ціна, за якої можуть собі дозволити придбати його покупці (ціна попиту PD), збіжиться з ціною, мінімально прийнятною для продавців (ціна пропозиції PS), що і означатиме встановлення на даному ринку єдиної стійкої рівноважної ціни P*, за якої і продаватиметься й купуватиметься рівноважна кількість товару Q*.
У аналітичному вигляді, використовуючи зворотні функції попиту і пропозиції, це можна записати так:
{\displaystyle P^{D}(Q^{*})=P^{S}(Q^{*})=P^{*}(Q^{*})\!}
Важливо відзначити, що при цьому ні у тієї, ні у іншої сторони не буде бажання змінити дану ситуацію: спад цін нижче рівноважної стане невигідно не тільки продавцям, але і покупцям, оскільки скоротить кількість пропонованого товару, а зростання ціни вище за рівноважний рівень не влаштує ні покупців, ні продавців, оскільки зменшить об'єм товару, що є об'єктом купівлі. Виходить, що при вказаних відхиленнях ціни від рівноважного значення в самій ринковій системі виникнуть сили, що повертатимуть її до первинного стану.

### Переміщення кривої попиту

Переміщення попиту — змінює ціну та кількість товару
D1 — стара крива попиту
D2 — нова крива попиту
S — крива пропозиції

Як вже вказувалося, на попит впливає і ряд нецінових факторів, багато яких отримують ефект за досить довгий час порівняно з часом встановлення рівноваги. Коли число людей, що бажають придбати будь-який товар зростає, кількість товару, який буде проданий за тією ж самою ціною прагнутиме зрости. Збільшення попиту через нецінові фактори може бути представлено графічно як переміщення кривої попиту вправо, що вказує на більший попит для кожної ціни, на зображення від початкової кривої D1 до нової кривої D2. Цей процес підніме рівноважну ціну з P1 до P2 та рівноважну кількість товару на ринку з Q1 до Q2. У цій ситуації ми говоримо, що відбулося зростання попиту, який викликав розширення постачання.
З іншого боку, якщо попит зменшується, трапляється протилежний результат. Якщо початкова крива попиту D2, а потім зменшується до D1, ціна зменшиться, і необхідна кількість товару також зменшиться — викликається скорочення в постачанні. Відмітьте, що це виключно ефект змін у попиті. Кількість, що забезпечується за кожною ціною, така ж сама як і до переміщення попиту. Причина зміни ціни в тому, що рівноважна кількість і ціна змінюється, якщо змінюється попит.

### Переміщення кривої пропозиції

Переміщення пропозиції — також змінює ціну та кількість товару
D крива попиту
S1 і S2 — стара і нова криві пропозиції

Коли витрати постачальників змінюються через чинники вказані вище, переміщується крива пропозиції. Наприклад, при покращенні засобів виробництва, виробники будуть готові забезпечувати більше товару за кожною ціною і це переміщає криву постачання S1 управо, до кривої S2 — зростання пропозиції. Це збільшення пропозиції примушує рівноважну ціну зменшитися з P1 до P2, при цьому рівноважна кількість зростає з Q1 до Q2, оскільки кількість, яка може бути продана, збільшується за новими нижчими цінами. Відмітьте, що у разі переміщення кривої постачання, рівноважна ціна і кількість рухаються у протилежних напрямках.
З іншого боку, якщо пропозиція зменшиться, наприклад через виснаження родовищ сировини, трапляється протилежна ситуація. Якщо крива постачання спочатку була S2, а потім переміщається до S1, рівноважна ціна зросте, а кількість зменшиться. Відмітьте, що це виключно ефект заміни пропозиції. Кількість, потрібна за кожною ціною, така ж як і до переміщення постачання. Причина зміни рівноважних кількості і ціни — зміна пропозиції.
Існує тільки 4 можливі напрямки руху на діаграмі кривих попиту/постачання. Крива попиту може рухатися вліво і вправо, також як і крива постачання.

### Особливі випадки (нееластичність)

При попиті D_{1}, ціна P_{1}. При попиті D_{2} ціна стане P_{2}. Відмітьте, при обох цінах кількість товару Q залишається постійною через незмінність запропонованого товару.

Інколи зустрічаються випадки, що крива пропозиції вертикальна: кількість товару, що постачається постійна незалежно від ціни. Наприклад, кількість землі у світі може розглядатися постійною. В цьому випадку байдуже, скільки б хто-небудь був готовий заплатити за шматок землі, додаткова територія не може бути створеною. Також, та ж територія існувала б і без попиту не неї. Якщо земля розглядається таким чином, це гарантує вертикальну криву постачання, надаючи їй нульову еластичність (тобто, байдуже, яка зміна в ціні, кількість не змінюватиметься).
Аналогічно зустрічається і вертикальна крива попиту, прикладом якої може розглядатися ціни на деякі екзотичні види сировини за короткий час. У цьому випадку раптова зміна у ефективності видобутку не зможе змінити необхідну кількість, через довгий час, потрібний для пристосування підприємств.

### Особливі типи ринку
Крива попиту залежить також від типу ринку. Так, коли на ринку виступає один продавець, вона свідчить про те, що попит на товар визначається ціною, яку встановив монополіст, а коли на ринку невелика кількість продавців має справу з великою кількістю покупців, крива попиту буде змінюватись залежно від ціни конкурентів.
У ситуації, в якій існує багато покупців, але єдиний постачальник, монополіст, який може регулювати кількість товару, що постачається, або ціну на нього за своїм бажанням, регулюватиме ціну таким чином, щоб максимізувати свій дохід. Ця ціна завжди буде вища (теоретично не нижча), ніж на конкурентному ринку. При цьому сам монополіст застосовуватиме криву попиту для розрахунку необхідної ціни, за яку йому потрібно продавати товар.
Подібна ситуація трапляється і у випадку єдиного покупця на ринку, звичайно при наявності однієї компанії, яка використовує певний тип сировини, або при торгових обмеженнях, така ситуація називається монопсонією. У цьому випадку тільки крива пропозиції має сенс, а покупець застосовуватиме її для максимізації доходу.
У випадку, коли існує кілька покупців і кілька виробників (продавців), так звана олігополія, теорія попиту і пропозиції застосовуватися вже не може, тому що рішення покупців і продавців не завжди залежать одне від одного. Для оптимізації свого доходу і аналізу такої ситуації може застосовуватися теорія ігор.
Крива пропозиції не повинна бути лінійною. Проте, якщо постачання здійснюється компанією, яка намагається максимізувати свої доходи, може бути доведено, що крива постачання монотонно не спадає (тобто, у випадку підвищення цін необхідна кількість не зменшується). Крива постачання такої фірми може бути вертикальною, горизонтальною або зростаючою. Проте, спадаюча крива постачання може існувати для цілої галузі, але ніколи для окремої фірми.

Теоретично існує можливість зростаючої кривої попиту, так званий товар Гіффена. Проте, на реальному ринку такий товар ніколи не був знайдений. Неекономісти іноді вважають, що такі приклади існують, наприклад, коли деякі люди купують розкішний автомобіль тільки через його дорожнечу. В цьому випадку товаром є фактично престиж, а не автомобіль, тому, коли ціна розкішних автомобілів зменшується, це, фактично, змінює рівень престижу, тому, коли ціна зменшується, це зменшує і рівень престижу товару. Це є прикладом так званого товару Веблена.

## Реальні ціни
Теорія попиту та пропозиції являє собою лише теоретичну модель. Розраховані ціни являють собою ідеальні ціни, які не завжди відповідають реальним цінам на ринку. Фактично, ідеальні ціни являють собою реальні, якими вони були би за рядом умов, які не завжди здійснюються.

### Потенційні ціни
Коли товари проводяться для продажу, вони звичайно одразу оцінюються, але ці ціни є спочатку тільки потенційними цінами. Не може бути ніякої впевненості, чи товар буде продаватися по цім цінам або чи ці ціни забезпечують максимальний прибуток. Таким чином, результат реальної ціни залежить від переговорів між конкретними виробниками та покупцями, а встановлення рівноваги займає деякий час, інколи досить великий.

### Державне регулювання
Навіть в країнах з ринковою економікою та найбільшим ступенем ринкової свободи ціни є об'єктом постійної уваги і регулювання з боку держави. Впливаючи на ціни, вона домагається здійснення певної кон'юнктури і структурної політики, приборкання інфляції, посилення конкурентоспроможності на світовому ринку. Державне регулювання цін носить законодавчий, адміністративний і судовий характер і здійснюється відповідними міністерствами, Центральним банком та ін. У багатьох країнах створені міжміністерські ради з питань цін з наглядово-дорадчими функціями, експертні комітети та інші органи. Методи державного регулювання цін різноманітні. Це — спостереження і контроль за цінами з боку урядових органів; непрямий вплив на ціни; встановлення фіксованих пільгових цін і тарифів на товари і послуги, що вироблені в державному секторі економіки; передача прав встановлення цін на певні види товарів і контроль за ними з боку наднаціональних органів; податки та квоти.
Державне регулювання попиту і пропозиції є втручанням в умови встановлення ринкової рівноваги, порушенням функціонування цінового механізму, призводить до викривлення цінових сигналів на ринку.